# Etericius
Etericius é um género botânico pertencente à família Rubiaceae.

## Espécies
Eteriscius parasiticus Desv.